# 蔵のある街
『蔵のある街』（くらのあるまち）は、2025年8月22日に公開予定の日本映画。監督・脚本は平松恵美子、主演は山時聡真と中島瑠菜。
舞台・ロケ地となった岡山・倉敷市では、同年7月25日にMOVIX倉敷にて先行公開された。
倉敷市を舞台に、男子高校生の蒼が幼なじみの紅子を励まし、自閉スペクトラム症を持つ彼女の兄・恭介との約束を守るため、倉敷美観地区にある小高い山から花火を打ち上げようと奮闘し、やがて街の住民を巻き込んでいく姿が描かれる。
第20回大阪アジアン映画祭のインディ・フォーラム部門で3月14日、19日にワールドプレミア上映が行われた。

## 製作
2020年から始まったコロナ禍の中、日本全国約300か所で上げられた「サプライズ花火」を題材としており、倉敷市でその花火を上げた有志の一人が平松監督の幼なじみであったことから映画の着想を得たという。
平松の同級生や知人たちが作った実行委員会の映画製作は当初資金面で難航していたが、試作品としてのパイロット版を製作し、YouTubeで公開するなどプロモーションに活用したことが倉敷市の「企業版ふるさと納税を活用した映画撮影誘致支援補助事業」の採択につながった。このことで製作費調達にめどが立ち、本編の製作が決定された。

## キャスト

### 主要人物
難波蒼（なんば あおい）
演 - 山時聡真（幼少期：山口琥巧）
倉敷に住む高校生。恭介をなだめようと、思わず「花火を打ち上げる約束」をしてしまう。
白神紅子（しらが べにこ）
演 - 中島瑠菜（幼少期：岸本柚那）
蒼の幼なじみで同級生。自閉症の兄・恭介をサポートしながら高校に通い、大好きな絵を学ぶ。

### 周辺人物
白神恭介（しらが きょうすけ）/ きょんくん
演 - 堀家一希（幼少期：藤井飛利）
紅子の兄。自閉スペクトラム症。神社の大木に登り、幻の花火を見て騒ぎを起こしてしまう。
亀山祈一（かめやま きいち）
演 - 櫻井健人
蒼とは幼なじみで親友。紅子と祈一とも小学校からの幼なじみ。
難波文太郎
演 - 田中壮太郎
難波芳子
演 - 陽月華
白神練介
演 - 長尾卓磨
中桐仙太
演 - 前野朋哉
ジャズ喫茶のマスター。人柄が良く、店は高校生のたまり場となっている。
北浦朝美
演 - ミズモトカナコ
美術教師。紅子を見守り、時に背中を押す。
草田大吉
演 - 北山雅康
古城緑郎
演 - 高橋大輔
美術館学芸員。蒼たちの計画をサポートする。
白神夏子
演 - MEGUMI
紅子と恭介の母。物語のキーパーソンとなる芸術家でもある。
亀山道善
演 - 林家正蔵
祈一の父。
髭の男
演 - 橋爪功

## スタッフ
- 監督・脚本・プロデューサー - 平松恵美子
- 音楽 - 村松崇継[9]
- 主題歌 - 手嶌葵「風につつまれて」（ビクターエンタテインメント）[11]
- 撮影 - 森口大督[9]
- 照明 - 宮西孝明[9]
- 美術 - 倉田智子[9]
- 録音 - 西山徹[9]
- 編集 - 小堀由起子[9]
- 装飾 - 極並浩史[9]
- 衣装 - 小堀あさみ[9]
- ヘアメイク - 反町雄一[9]
- 音楽編集 - 本谷侑紀[9]
- 音響効果 - 勝亦さくら[9]
- VFXプロデューサー - 浅野秀二[9]
- 助監督 - 相良健一[9]
- 協力プロデューサー - 深澤宏[9]
- 音楽プロデューサー - 高石真美
- プロダクションマネージャー - 小松次郎[9]
- ラインプロデューサー - 前場恭平[9]
- 企画協力 - 倉敷市
- 特別協賛 - 高砂熱学
- 協賛 - YKGホールディングス、バイクプラザヤマノ、菱自梱包、玉島信用金庫、アバップ、くま、林源十郎商店、うさぎや、榊原建設、SUCCESS・LANE、山陽瓦、シネマ四国、大三物産、トワニ工業、中田電工、八幸、水島臨海鉄道、夏ヒデアキ
- 配給・宣伝 - マジックアワー[9]
- 制作プロダクション - 松竹撮影所
- 企画・製作 - つなぐ映画「蔵のある街」実行委員会

## パイロット版

### キャスト（パイロット版）

#### 主要人物（パイロット版）
- 難波蒼：安藤隆祐[12]
- 白神紅子：中山璃虹[12]
- 亀山祈一：中田瑛仁[12]
- 白神恭介：大津景誠[12]

※それぞれ別役で本編にも出演する。